# Aerofobia
Aerofobia – rodzaj fobii, chorobliwy lęk przed powietrzem, najczęściej przed tzw. zawianiem (przeciągi, wiatr). Choroba ta może objawiać się również lękiem przed pionowym poruszaniem w powietrzu (np. wznoszenie i opadanie w windzie, kolejce linowej lub samolocie).
Aerofobię można leczyć psychoterapią lub małymi dawkami odpowiednich środków farmakologicznych.